# Ference Marton
Ference Marton (ur. 1939) – szwedzki pedagog, profesor emeritus Uniwersytetu w Göteborgu, twórca podejścia badawczego zwanego fenomenografią. Wyróżnił strategie uczenia się głębokie i powierzchniowe.